# Elisabeth Bürstenbinder
Elisabeth Bürstenbinder, född 25 november 1838 i Berlin, död 10 oktober 1918 i Merano, var en tysk författare, känd under pseudonymen E. Werner.
Bürstenbinder skrev ett stort antal romaner i ungefär samma genre som Eugenie John. Av dessa, vilka i allmänhet vann stor spridning och utkom i flera upplagor, utgavs 1893–1896 en samlad upplaga i tio band, fortsatt 1901 ff. med en ny följd. De flesta av hennes böcker översattes till svenska, bland annat Arthur Berkow (1873), Brutna bojor (1875), Vineta (1877).

## Böcker på svenska (urval)
- Hermann: novell (Bonnier, 1871)
- Arthur Berkow (översättning M. Broomé, Adolf Bonnier, 1873)
- Brutna bojor (Bonnier, 1875)
- Vineta (översättning M. B-é, Adolf Bonnier, 1877)
- Vid altaret: novell (översättning H. Blumenberg, P. Sievers, 1877)
- En pennfäktare (översättning E. H. Lind, Bronell & Håkansson, 1877)
- Alpféen (Adolf Bonnier, 1888)
- Trollguld (Adolf Bonnier, 1900)
- Den stora grufstrejken (1902–1903)
- Norsk kärlek (1903)
- Vid altaret (Am Altar) (översättning Marika Olivecrona, Nordiska förlaget, 1912)
- På hedersord (Auf Ehrenwort) (översättning Anna Warodell, Nordiska förlaget, 1912)
- Ett lyckoskott (Edelwild) (översättning Dagmar Sommarström, Nordiska förlaget, 1912)
- Vågat och vunnet (översättning Ellen Svanberg, B. Wahlström, 1913)
- Trollguld (översättning Gunnar Örnulf, B. Wahlström, 1914)
- Lyckoblomman (översättning Ernst Grafström, B. Wahlström, 1914)
- Örnflykt (översättning Oscar Nachman, B. Wahlström, 1916)
- Till högt pris (översättning Kerstin Wenström, B. Wahlström, 1916)